# エクサム
株式会社エクサム（英: EXAMU Inc.）は、東京都台東区に本社を置くゲーム制作会社で、アーケードゲームの企画・制作・販売、キャラクターグッズの宣伝企画・版権管理、基板レンタル等の業務を行っていた。

## 概要
悠紀エンタープライズ及びアトラティーバ・ジャパンから『アルカナハート』についての権利譲渡を受け、同シリーズの続編タイトルなどの開発を手がけた。
『アルカナハート』のバージョンアップ版として発売された『アルカナハートFull!』が「エクサム」としての第1弾製品となる。『Full!』の稼動のほぼ同時期の2007年3月に起業されており、格闘ゲームを制作するために悠紀エンタープライズからスタッフが独立して設立された企業である。
その後、アミューズメント業界の活性化を目指して、アミューズメント施設側が扱いやすいアーケードゲーム基板として「eX-BOARD」を開発。自社タイトルである『アルカナハート2』と同時に販売を開始した。「eX-BOARD」に関しては、ロケーション側の初期導入コストの軽減を目的としたのレンタル事業も行われた。
2020年2月末をもって業務を休止。継続中タイトルの開発・運営・サポートなどは「チームアルカナ」へと移管された。

## 主な作品
- アルカナハートシリーズ
- デモンブライド
- ハローキティとまほうのエプロン 〜サンリオキャラクター大集合!〜 - サンリオとライセンス契約。
- AQUAPAZZA
- ニトロプラス ブラスターズ -ヒロインズ インフィニット デュエル-
- ミリオンアーサー アルカナブラッド

開発未達・中止タイトル
- MONSTER ancient cline（同人格闘ゲームのアーケード移植作品）
- 闘龍門2（仮）
- エージェント9（仮）
- JAPANクイズ党（仮）

## 基板
- eX-BOARD